# Алі-Айдер Ґаспринський
Алі-Айдер Ґаспринський (крим. Haydar Gaspıralı, 1898) — лікар, спеціаліст із внутрішніх хвороб, син Ісмаїла Ґаспринського.
Народився у 1898 році в Бахчисараї, Крим. Був сином Ісмаїла Ґаспринського, який мав велику славу в інтелектуальному житті кримських татар.
Початкову та середню освіту здобув у Бахчисараї. У 1917 році закінчив ліцей Ак-Месджит (Сімферополь) у Криму.
Під час першої більшовицької окупації Криму родина Ґаспринських, яка видавала газету «Терджиман», була взята більшовиками під домашній арешт. Після тривалого тиску 23 лютого 1918 року газета була закрита. Незабаром після того, як запобіг продажу друкарні, Алі-Айдер був заарештований. Пізніше він та його брат Мансур змогли втекти з в'язниці та поїхали до Стамбула, через що сім'я була роз'єднана.
Навчався на медичному факультеті Стамбульського університету. Попри значні економічні труднощі, під час навчання його підтримувала сестра Шефіка. 1928 року він отримав диплом лікаря, оселився в Туреччині та розпочав свою професійну діяльність.
Певний час працював спеціалістом з внутрішніх хвороб у Державній лікарні Кайсері. У 1938–1939 роках обіймав посаду головного лікаря в лікарні Шумербанк у Стамбулі.
Був членом Німецького культурного товариства, Французького культурного товариства, Туркестанського товариства, Кримського культурного товариства, Медичної палати та Товариства лікарів-спеціалістів. Захоплювався морськими видами спорту та полюванням. Є автором праць «Лікування брудом», «Думки про патогенез ревматизму» та кількох професійних статей.
Його дружина, Назли, була викладачкою філософії в Кайсерійському ліцеї. Родина мала доньку Інджі та усиновила хлопчика Махмета Ходжі.